# Завтрак у Тиффани (повесть)
«Завтрак у Тиффани» (англ. Breakfast at Tiffany's) — повесть американского писателя Трумена Капоте. Издана в 1958 году вместе с тремя его повестями в издательстве Random House. Известный американский журналист Норман Мэйлер назвал Капоте «лучшим писателем своего поколения».

## Сюжет
Повесть описывает однолетнюю (с осени 1943 по осень 1944 года) дружбу Холли Голайтли с безымянным рассказчиком. Холли — девушка 18—19 лет, которая часто посещает светские рауты в поисках успешных мужчин. Рассказчик — честолюбивый писатель. Холли делится с ним лакомыми кусочками своей жизни и откровенными мнениями о Нью-Йорке.

## Главные герои
- Холли Голайтли — «эксцентричная искательница счастья, обманутая и преданная своими нью-йоркскими друзьями»[2]
- Безымянный рассказчик (Фред)
- Джо Белл
- Док Голайтли
- Мистер Юниоши
- Мадам Саффия Спанелла
- Кот

## История создания
В феврале 1958 года, перед окончанием работы над произведением «Завтрак у Тиффани», писатель получил известие от своего редактора в издательстве «Random House», который предупредил его об угрозе судебного иска со стороны некоей Бонни Голайтли: «она говорит, что приехала с юга и прошла через подобный опыт, она не хотела бы, чтобы Вы сохранили имя (героини)». Поскольку Капоте изменил только имя своего персонажа с Конни на Холли, вскоре после публикации его повести Мисс Голайтли подала на него в суд, но безуспешно. Перед тем как выйти отдельной книгой, предполагалось опубликовать повесть в Harper’s Bazaar; однако издатели журнала возражали против явных сексуальных намёков и всего того, что могло рассматриваться как безнравственность главной героини. После того как Капоте отказался вносить какие-либо изменения, журнал отказался его публиковать.
В октябре 1958 году повесть была издана в составе одноимённого авторского сборника, куда также вошли ещё три новеллы:
- Завтрак у Тиффани / Breakfast at Tiffany’s (1958)
- Цветочный дом / House of Flowers (1950)
- Бриллиантовая гитара / A Diamond Guitar (1950)
- Воспоминания об одном рождестве / A Christmas Memory (1956)

## Экранизация
В 1961 году Блейк Эдвардс снял фильм «Завтрак у Тиффани» с Одри Хепбёрн в главной роли (32-летняя Одри была тогда значительно старше девушки из книги Капоте, что расставляло несколько другие акценты в сюжете). Генри Манчини написал музыку, включающую знаменитую песню Moon River (премия «Оскар» 1962 года за лучший саундтрек и лучшую песню).

## Список литературы
- Трумен Капоте. Собаки лают: Публичные люди и частные места (1-е издание, 1973)
- Clarke G. Capote: A Biography (1st ed.). New York: Simon and Schuster. 1988. ISBN 978-0-241-12549-6.
- Levine P. Reviewed Work: Breakfast at Tiffany’s by Truman Capote // The Georgia Review. 1959. Vol. 13, No. 3. P. 350—352